# Adolf-von-Baeyer-Denkmünze

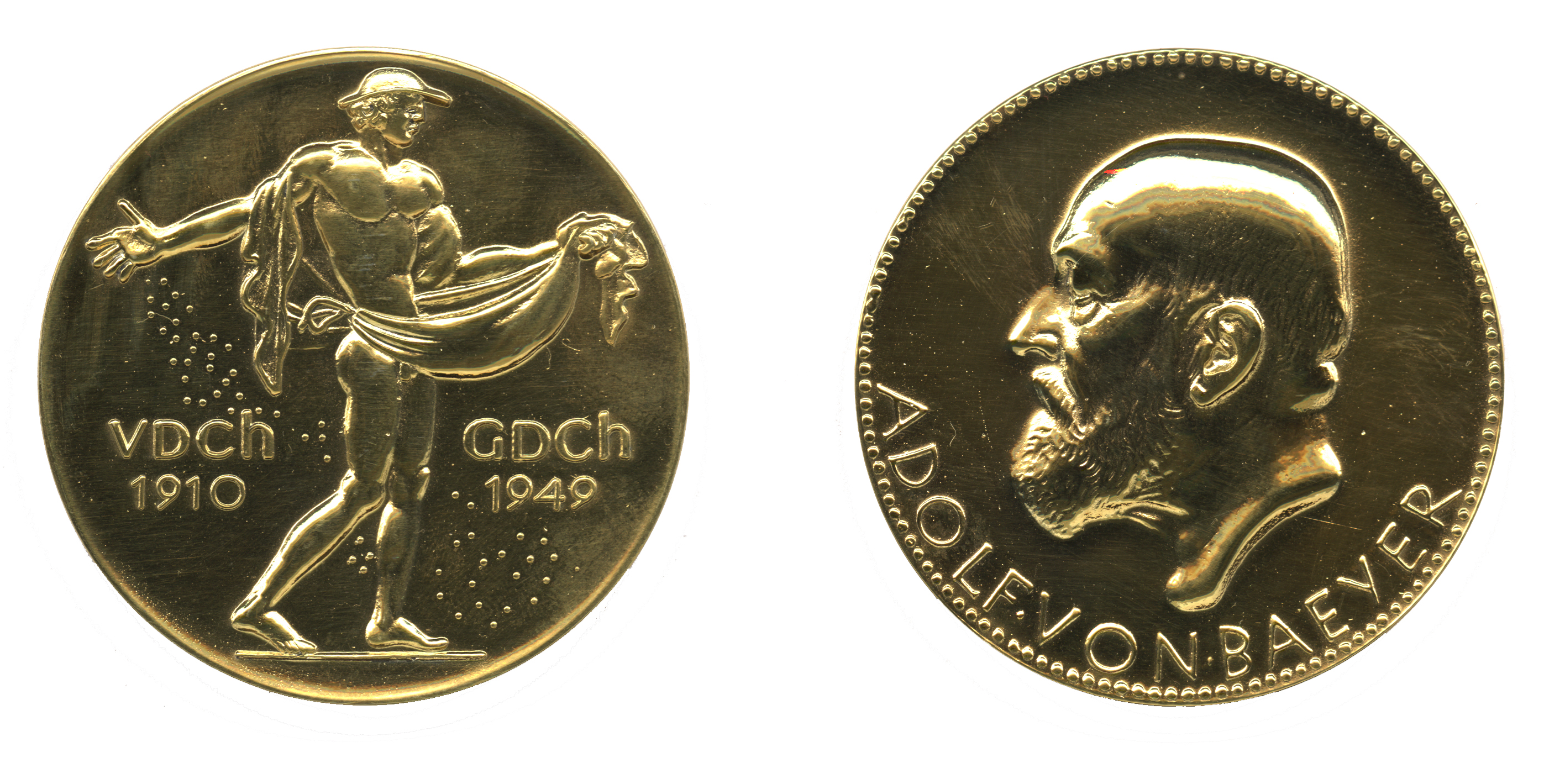
Adolf-von-Baeyer-Denkmünze, die von der Gesellschaft Deutscher Chemiker als besondere Auszeichnung auf dem Gebiet der organischen Chemie vergeben wird.

Die Adolf-von-Baeyer-Denkmünze wird von der Gesellschaft Deutscher Chemiker für herausragende Forschungsleistungen und Entdeckungen in Verbindung mit einem Preisgeld an Chemiker vergeben.

## Geschichte
Die Adolf-von-Baeyer-Denkmünze ist eine Goldmedaille, die Carl Duisberg am 19. Mai 1910 zum Andenken an das 50-jährige Dozentenjubiläum und den 75. Geburtstag seines Lehrers Adolf von Baeyer stiftete. Die Medaille und das Preisgeld wurden in der Zeit vor dem Zweiten Weltkrieg aus dem Stiftungskapital der Carl-Duisberg-Stiftung bestritten und vom damaligen Verein Deutscher Chemiker verliehen.
Nach dem Untergang des Dritten Reichs ließ 1949 die gerade neu gegründete Gesellschaft Deutscher Chemiker die Adolf-von-Baeyer-Denkmünze wieder aufleben, für die zunächst die Bayer AG aufkam. Heute wird diese Auszeichnung mit einem Preisgeld von 7500 Euro aus den Erträgen eines Sondervermögens bei der Gesellschaft Deutscher Chemiker finanziert.

## Preisträger und Inhaber der Adolf-von-Baeyer-Denkmünze

### Verleihung durch den Verein Deutscher Chemiker
- 1911 – Paul Friedlaender, Darmstadt
- 1914 – Richard Willstätter, München
- 1919 – Wilhelm Connstein, Berlin; Karl Lüdecke, Berlin (Glyceringewinnung im Ersten Weltkrieg aus alkoholischer Zucker-Gärung nach Carl Neuberg, Vereinigte Chemische Werke Berlin-Charlottenburg)
- 1921 – Max von Laue, Berlin
- 1924 – Oskar Dressel, Bonn; Bernhard Heymann,  Richard Kothe, beide Leverkusen (Dressel, Heymann und Kothe, Chemiker bei Bayer, für die Entwicklung von Germanin als Medikament gegen Schlafkrankheit)
- 1925 – Otto Warburg, Berlin
- 1927 – Adolf Windaus, Göttingen
- 1929 – Adolf Grün, Grenzach
- 1931 – Otto Diels, Kiel
- 1934 – Richard Kuhn, Heidelberg

### Verleihung durch die Gesellschaft Deutscher Chemiker
- 1949 – Walter Reppe, Ludwigshafen am Rhein
- 1951 – Otto Bayer, Leverkusen
- 1952 – Gustav Ehrhart, Frankfurt am Main
- 1953 – Georg Wittig, Tübingen
- 1954 – Arthur Zitscher, Offenbach am Main
- 1955 – Hermann Otto Laurenz Fischer, Berkeley/USA
- 1956 – Gerhard Schrader, Wuppertal-Elberfeld
- 1957 – Alfred Rieche, Berlin-Adlershof
- 1958 – Paul Schlack, Frankfurt am Main
- 1960 – Erich Haack, Mannheim; Fritz Lindner, Frankfurt am Main; Heinrich Ruschig, Frankfurt am Main
- 1961 – John Eggert, Zürich/Schweiz
- 1963 – Otto Roelen, Oberhausen-Holten
- 1965 – Franz Sondheimer, Cambridge/England
- 1967 – Siegfried Hünig, Würzburg
- 1968 – Otto J. Scherer, Frankfurt am Main
- 1971 – Eugen Müller, Tübingen
- 1975 – Hans Albert Offe, Wuppertal-Elberfeld
- 1978 – Rudolf Wiechert, Berlin
- 1979 – Heinz Staab, Heidelberg
- 1980 – Klaus Hafner, Darmstadt
- 1983 – Christoph Rüchardt, Freiburg im Breisgau
- 1985 – Wolfgang Richard Roth, Bochum
- 1986 – Paul von Ragué Schleyer, Erlangen
- 1987 – Wolfgang Kirmse, Bochum
- 1989 – Horst Prinzbach, Freiburg im Breisgau
- 1991 – Günther Maier, Gießen
- 1994 – Rolf Gleiter, Heidelberg
- 1996 – Henning Hopf, Braunschweig
- 1999 – Manfred Regitz, Kaiserslautern
- 2001 – Dieter Hoppe, Münster
- 2003 – Fritz Vögtle, Bonn
- 2005 – Armin de Meijere, Göttingen
- 2007 – Wolfram Sander, Bochum
- 2009 – Gerhard Erker, Münster
- 2011 – François Diederich, Zürich
- 2013 – Klaus Müllen, Mainz
- 2015 – Carsten Bolm, Aachen
- 2017 – Peter R. Schreiner, Gießen
- 2019 – Frank Würthner, Würzburg
- 2023 – Rainer Herges, Kiel
- 2025 – Armido Studer, Münster[2]